# 浪花愛
浪花 愛（なにわ あい、1958年11月18日 - ）は、日本の漫画家。東京都出身。女性。なにわあいと平仮名表記されることもある。
自身の妊娠、子育てを描いた『来訪者シリーズ』、家族と飼い猫を描いた『ねこばなし』が代表作。

## 略歴
東京都出身。1978年にプロデビュー。
『月刊OUT』、『アニパロコミックス』（ともにみのり書房刊）に『機動戦士ガンダム』の登場キャラクターであるシャア・アズナブル、ガルマ・ザビなどを擬人化された猫のキャラクターとして描いた「シャア猫のこと」を連載し、人気を博す。特にアニパロコミックス時代はゆうきまさみらとともに同誌の主力作家として活躍、後のアニメ同人誌ブームにつながるアニパロ（アニメパロディ）と呼ばれるジャンルを広めた人物でもある。
デビュー以前からかなりのアニメファンで、特に好きだった『銀河旋風ブライガー』を始めとする『J9シリーズ』、『ルパン三世』、『キャプテン翼』等のパロディ作品において有名。
ペンネームはアニメの『超電磁ロボ コン・バトラーV』のメインキャラ・浪花十三からつけたもの。
自身の子育て生活を描いた作品『来訪者シリーズ』によれば、第一子（長女）の名前はほしみ。第二子（長男）はひかる。
同時期に『まんがタイムスペシャル』（芳文社）でも、子育て漫画『みちるの玉手箱（たまてばこ）』を連載していたが、こちらの作品では、子供達は別の名前で描かれている。

## 作品リスト
- あい・らぶ・わあるど（徳間書店）
  - やったね!アヤちゃん（学習研究社中三コース連載）を収録
- シャア猫のこと（みのり書房）
- 灰皿猫（みのり書房）
- 来訪者シリーズ
  - 来訪者（みのり書房）
  - ちいさな来訪者（全5巻、ラポート）
  - 本当にあった事件シリーズ（既刊2巻、竹書房）
  - 来訪者（全4巻、桃園書房）
- ねこばなし（全3巻、司書房）
- うちの保護猫の仲は微妙（大都社）

### 主な単行本未収録作品
- 五右エ門金魚の日々（アニパロコミックス（みのり書房））
- あいちゃんのアニメえっ?!日記（アニメージュ（徳間書店））※エッセイ
- みちるの玉手箱（まんがタイムスペシャル（芳文社））
- じぞー&じろー（まんがライフバラエティ（竹書房））

## 挿絵
- 戦国魔神ゴーショーグン（徳間書店、文：首藤剛志）
- その後の戦国魔神ゴーショーグン（徳間書店、文：首藤剛志）
- 戦国魔神ゴーショーグン 時の異邦人（エトランゼ）（徳間書店、文：首藤剛志、巻末のみ）

## 外部サイト
- 荒川マジック本舗 - 浪花愛 公式のページ